# Happy Birthday (横山知枝の曲)
「Happy Birthday」（ハッピー・バースデー）は、横山知枝の1枚目のシングルである。1991年6月13日発売。発売元はポニーキャニオン。

## 概要
やまだかつてないWinkのメンバーとしても活動した横山知枝のソロ・デビューシングルである。オリコンチャート2位を記録しヒット作となった。
作詞・作曲を担当した尾崎亜美が後にセルフカバーしている。

## 収録曲
1. Happy Birthday
  - 作詞・作曲：尾崎亜美、編曲：富田素弘
2. Happy Birthday (オリジナル・カラオケ)